# EHF Beach Handball Champions Cup
Der Beach Handball Champions Cup ist der wichtigste Europapokal-Wettbewerb für Beachhandball-Vereinsmannschaften. Er wird von der Europäischen Handballföderation (EHF) ausgerichtet.
Während es mit den EBT Finals schon mehrere Jahre einen europäischen Wettbewerb für Vereinsmannschaften gab, für den sich die Mannschaften über Punkte, die sie bei den verschiedenen europäischen Beachhandball-Turnieren gewinnen konnten, qualifizieren konnten, fehlte ein Wettbewerb, der auf den nationalen Titelkämpfen aufbaute. Diese „Champions League“ des Beachhandballs wurde 2014 eingeführt und wird jährlich ausgetragen. Der Wettbewerb unterlag mehreren Veränderungen im Umfang, was im Allgemeinen eine Ausweitung entsprechend der immer größeren Verbreitung des Sports entspricht. Bei der ersten Auflage ging das Turnier noch über drei Tage und es nahmen je zehn weibliche und männliche Mannschaften teil. Bis 2022 hat sich das Programm über mehrere Zwischenschritte auf vier Tage und mittlerweile je 16 Mannschaften erweitert. Qualifizieren können sich die nationalen Meister, bei stärkeren Verbänden auch die Vizemeister.
Der Wettbewerb beschließt im Allgemeinen die europäische Beachhandball-Saison, weil der Wettbewerb erst ausgespielt werden kann, wenn alle entsprechenden Meisterschaften beendet sind. Deshalb werden die Turniere bislang auch immer im südlichen Teil Europas ausgetragen.

## Frauen
| Jahr         | Gastgeber                    |                                      | Finale                               | Finale                                      | Finale                                   |                                      | Kleines Finale                       | Kleines Finale                       | Kleines Finale |
| Jahr         | Gastgeber                    | Gold                                 | Resultat                             | Silber                                      | Bronze                                   | Resultat                             | Vierte                               |                                      |                |
| ------------ | ---------------------------- | ------------------------------------ | ------------------------------------ | ------------------------------------------- | ---------------------------------------- | ------------------------------------ | ------------------------------------ | ------------------------------------ | -------------- |
| 2014 Details | Gran Canaria, Spanien        | Skrim Kongsberg                      | 2:1                                  | Detono Zagreb                               | Esercito-FIGH Futura Roma                | 2:1                                  | Brüder Ismaning                      |                                      |                |
| 2015 Details | Gran Canaria, Spanien        | Multichem Szentendrei NKE            | 2:1                                  | BHT Piotrkowianin Juko Piotrków Trybunalski | Skrim Kongsberg                          | 2:0                                  | OVB Beach Girls                      |                                      |                |
| 2016 Details | Gran Canaria, Spanien        | Deporte y Empresa Clínicas Rincón    | 2:1                                  | Multichem Szentendrei NKE                   | BHC Dubrava                              | 2:0                                  | TSHV Camelot HS1                     |                                      |                |
| 2017 Details | Gran Canaria, Spanien        | BMP Algeciras                        | 2:0                                  | Westsite Amsterdam                          | Multichem Szentendrei NKE                | 2:0                                  | Brüder Ismaning                      |                                      |                |
| 2018 Details | Catania, Italien             | Multichem Szentendrei NKE            | 2:1                                  | GRD Leça                                    | Aker Topphåndball                        | 2:0                                  | BMP Algeciras                        |                                      |                |
| 2019 Details | Catania, Italien             | Taberna El Panduro AM Team Almeria   | 2:1                                  | Blue Team                                   | Sport Club Senec – Cannabis Energy Drink | 2:1                                  | Odder Håndbold                       |                                      |                |
| 2020         |                              | wegen der COVID-19-Pandemie abgesagt | wegen der COVID-19-Pandemie abgesagt | wegen der COVID-19-Pandemie abgesagt        | wegen der COVID-19-Pandemie abgesagt     | wegen der COVID-19-Pandemie abgesagt | wegen der COVID-19-Pandemie abgesagt | wegen der COVID-19-Pandemie abgesagt |                |
| 2021 Details | Isola delle Femmine, Italien | GRD Leça - Love Tiles                | 2:0                                  | GEA AM Team Almeria                         | Minga Turtles Ismaning                   | 2:1                                  | LV Sport Multichem Szentendrei NKE   |                                      |                |
| 2022 Details | Porto Santo, Portugal        | OVB Beach Girls                      | 2:1                                  | HEI Dame Beach Handball                     | GEA A.M. Team Almeria                    | 2:0                                  | BHT Byczki Kowalewo Pomorskie        |                                      |                |
| 2023 Details | Porto Santo, Portugal        | The Danish Beachhandball Dream       | 2:0                                  | OVB Beach Girls                             | Beach Bazis Schleissheim                 | 2:1                                  | Cats A.M. Team Almeria               |                                      |                |

## Männer
| Jahr         | Gastgeber                    |                                      | Finale                               | Finale                                          | Finale                                   |                                      | Kleines Finale                            | Kleines Finale                       | Kleines Finale |
| Jahr         | Gastgeber                    | Gold                                 | Resultat                             | Silber                                          | Bronze                                   | Resultat                             | Vierte                                    |                                      |                |
| ------------ | ---------------------------- | ------------------------------------ | ------------------------------------ | ----------------------------------------------- | ---------------------------------------- | ------------------------------------ | ----------------------------------------- | ------------------------------------ | -------------- |
| 2014 Details | Gran Canaria, Spanien        | SC Ekaterionodar Krasnodar           | 2:1                                  | Detono Zagreb                                   | Dabas Beach Boy'z                        | 2:1                                  | Club BM Playa Ciudad de Málaga            |                                      |                |
| 2015 Details | Gran Canaria, Spanien        | SC Ekaterionodar Krasnodar           | 2:0                                  | Team Sweden                                     | BHT Auto Forum Petra Płock               | 2:1                                  | Detono Zagreb                             |                                      |                |
| 2016 Details | Gran Canaria, Spanien        | Club BM Playa Ciudad de Málaga       | 2:1                                  | SC Ekaterionodar Krasnodar                      | Orosházi FKSE-Hír Sat                    | 2:0                                  | BHT Auto Forum Petra Płock                |                                      |                |
| 2017 Details | Gran Canaria, Spanien        | SC Ekaterionodar Krasnodar           | 2:1                                  | Club BM Playa Ciudad de Málaga                  | Os Gordos/Labminho – Clube Naval de Leça | 2:0                                  | Orosházi FKSE-Hír Sat                     |                                      |                |
| 2018 Details | Catania, Italien             | Detono Zagreb                        | 2:0                                  | SC Ekaterionodar Krasnodar                      | Orosházi FKSE-Linamar                    | 2:1                                  | BC Sand Devils Minden                     |                                      |                |
| 2019 Details | Catania, Italien             | Pinturas Andalucía BM Playa Sevilla  | 2:1                                  | SC Ekaterionodar Krasnodar                      | Team Tchatcheur by PAUC                  | 2:0                                  | BHC Beach & Da Gang Münster               |                                      |                |
| 2020         |                              | wegen der COVID-19-Pandemie abgesagt | wegen der COVID-19-Pandemie abgesagt | wegen der COVID-19-Pandemie abgesagt            | wegen der COVID-19-Pandemie abgesagt     | wegen der COVID-19-Pandemie abgesagt | wegen der COVID-19-Pandemie abgesagt      | wegen der COVID-19-Pandemie abgesagt |                |
| 2021 Details | Isola delle Femmine, Italien | Club BM Playa Ciudad de Málaga       | 2:0                                  | V. Gaw                                          | Hír-Sat BHC                              | 2:0                                  | Escola de Formação de Espinho - Os Tigres |                                      |                |
| 2022 Details | Porto Santo, Portugal        | BHT Petra Płock                      | 2:0                                  | Salgótarjáni Strandépítők BHC                   | GRD Leça – SPAR                          | 2:1                                  | Fomento Deporte CBMP Ciudad de Málaga     |                                      |                |
| 2023 Details | Porto Santo, Portugal        | Rødby Beach Boys                     | 2:0                                  | Escola de Formação de Espinho – Os Tigres/LEVEL | BHT Petra Płock                          | 2:0                                  | 12Monkeys Köln BHC                        |                                      |                |